# ATP Tour 500
International Series Gold és el nom que reben una sèrie de competicions tennístiques professionals que es disputen internacionalment i que són part de l'ATP Tour. Els tornejos International Series Gold ofereixen premis en metàl·lic (que van de 755.000 a 1.426.250 dòlars per a l'any 2007) i la possibilitat de guanyar punts per al rànquing de l'ATP. Tant pel que fa als premis com als punts que s'atorguen, aquests tornejos estan just per sota dels ATP Masters Series i per sobre dels International Series.

## Tornejos
La localització i els noms oficials del torneig poden canviar d'un any a un altre. Segons l'ordre del calendari, els torneigs són els següents:
| Nom oficial del torneig             | Lloc                     | Superfície   | Premis per al 2007 (US$) | Participants | Any d'inici |
| ABN AMRO World Tennis Tournament    | Rotterdam, Països Baixos | Indoor, dura | $925,000                 | 32           | 1972        |
| Regions Morgan Keegan Championships | Memphis, EUA             | Indoor, dura | $757,000                 | 32           | 1976        |
| Dubai Tennis Championships          | Dubai, EAU               | Dura         | $1,426,250               | 32           | 1993        |
| Abierto Mexicano TELCEL             | Acapulco, Mèxic          | Terra batuda | $757,000                 | 32           | 1993        |
| Open Sabadell Atlántico             | Barcelona, Catalunya     | Terra batuda | $1.000.000               | 56           | 1953        |
| Mercedes Cup                        | Stuttgart, Alemanya      | Terra batuda | $757,000                 | 32           | 1978        |
| Generali Open                       | Kitzbühel, Àustria       | Terra batuda | $925,000                 | 48           | 1971        |
| Japan Open Tennis Championships     | Tòquio (Japó)            | Dura         | $832,000                 | 48           | 1989        |
| BA-CA TennisTrophy                  | Viena, Àustria           | Indoor, dura | $755,000                 | 32           | 1974        |